# Mario Núñez
Mario Antonio Núñez Villarroel (Rancagua, 2 marzo 1976) è un ex calciatore cileno, di ruolo attaccante.